# Bitka pri Maipúju
Bitka pri Maipúju se je zgodila blizu Santiaga v Čilu 5. aprila 1818 med čilsko vojno za neodvisnost. Bitka je potekala med južnoameriškimi uporniki na eni in španskimi kolonialisti na drugi strani.

## Rezultat
Bitka se je končala z zmago upornikov. Uporniki so izgubili okoli 1000 vojakov, medtem ko so Španci izgubili še enkrat toliko ljudi. Vse preostale so zajeli (okoli 3000).
Z zmago upornikov v tej bitki je Španija Čile priznala za neodvisno državo in tako so se spopadi na območju Čile končali. Po bitki sta Argentina in Čile nadaljevala z borbo proti Špancem na območju Peruja in nekaterih drugih delih Južne Amerike ter tako pripomogla k samostojnosti Južne Amerike.